# ریشه واحد

پنجمین ریشهٔ واحد (نقاط آبی) در صفحه مختلط

ریشه واحد (انگلیسی: root of unity) یا عدد دو مواور در ریاضیات، هر عدد مختلطی است که وقتی به توان عدد صحیح مثبت n برسد حاصل آن ۱ بشود. از ریشه‌های واحد در بسیاری از رشته‌های ریاضیات استفاده می‌شود اما در نظریهٔ اعداد، نظریه کاراکتر گروه، و تبدیل فوریه گسسته نقش مهمتری دارند.
ریشه واحد را در هر میدانی می‌توان تعریف کرد. اگر مشخصه میدان صفر باشد، ریشه‌ها اعداد مختلطی هستند که عدد صحیح جبری هم هستند. برای میدان‌های دارای مشخصه مثبت، ریشه‌ها به یک میدان متناهی تعلق دارند، و برعکس، هر عنصر غیرصفر از یک میدان متناهی یک ریشه واحد است. هر میدان بسته جبری دقیقا شامل n تا ریشه nام از واحد است، بجز وقتیکه n یک مضرب از مشخصه (مثبت) میدان باشد.

## تعریف کلی

نمایش هندسی ریشه دوم تا ششم از یک عدد مختلط معمولی در حالت قطبی. برای ریشه nام از واحد، این دو تنظیم را انجام دهید: r = 1 و φ = 0. ریشه اصلی به رنگ سیاه نمایش داده شده است.

یک ریشه nام از واخد، که در آن n یک عدد صحیح مثبت است، یک عدد z است که معادله را زیر برآورده می‌کند:
{\displaystyle z^{n}=1.}
بجز وقتیکه چیز دیگری تعیین شود، ریشه‌های واحد را می‌توان اعداد مختلط درنظر گرفت (شامل عدد 1، و عدد -1 اگر n زوج باشد)، که مختلطی با قسمت موهومی صفر هستند، و در این حالت، ریشه‌های nام از واحد به اینصورت هستند
{\displaystyle \exp \left({\frac {2k\pi i}{n}}\right)=\cos {\frac {2k\pi }{n}}+i\sin {\frac {2k\pi }{n}},\qquad k=0,1,\dots ,n-1.}
با این حال، معادله تعریفی برای ریشه‌های واحد روی هر میدان F (و حتی روی هر حلقه‌ای) معنادار هستند، و این موضوع امکان درنظر گرفتن ریشه‌های واحد را در F را می‌دهد. میدان F هر چه باشد، ریشه‌های واحد در F دو حالت دارند: یا اعداد مختلط هستند، که وقتیکه مشخصه F صفر باشد رخ می‌دهد، یا در غیر اینصورت، به یک میدان متناهی تعلق دارند. برعکس، هر عنصر غیرصفر در یک میدان متناهی یک ریشه واحد در آن میدان است. ریشه واحد در پیمانه n و میدان متناهی را برای جزییات بیشتر ببینید.
یک ریشه nام واحد در صورتی اولیه (primitive) است که یک ریشه mام واحد برای یک m کوچکتر نباشد، یعنی اگر 
{\displaystyle z^{n}=1\quad {\text{and}}\quad z^{m}\neq 1{\text{ for }}m=1,2,3,\ldots ,n-1.}
اگر n یک عدد اول باشد، آنوقت همه ریشه‌های nام واحد، بجز 1، اصلی هستند.
در فرمول بالا به زبان توابع نمایی و مثلثاتی، ریشه‌های اصلی nام واحد آن‌هایی هستند که در آن k و n اعداد صحیح متباین هستند.
بخش‌های آتی این مقاله با ریشه‌های واحد مختلط مطابقت دارند. برای حالتی که ریشه‌های واحد در میدان‌هایی با مشخصه غیرصفر هستند، میدان متناهی § ریشه‌های واحد را ببینید. برای حالتی که ریشه‌های واحد در حلقه‌هایی از اعداد صحیح پیمانه‌ای هستند، ریشه واحد در پیمانه n را ببینید.